# Andesembiidae
Andesembiidae (лат.) — семейство эмбий, включающее эндемиков Южной Америки. Известно 7 видов.

## Описание
Самцы: от мелких до умеренно крупных (длина тела 6,5—12 мм), стройные; равномерно коричневые, включая усики и цевки, голова темнее тела; всегда крылатые. Крылья обычно большие по сравнению с пропорциями тела. Голова обычно непропорционально большая. Глаза маленькие. Базальный сегмент усиков узкий, но расширен кзади; остальные сегменты тонкие, удлиненные; от 15 до 20 сегментов.
Самки: равномерно коричневатые; задний базитарзус без медиальной папиллы; крупные волоски почти полностью ограничены внешней стороной, базальная половина наклонена кпереди.
Основные морфологические признаки, объединяющие Andesembiidae, включают не раздвоенную крыловую жилку MA, тергит X разделён до основания, мандибулы большие, крепкие и с отчётливыми апикальными резцовыми зубцами, левый базальный церкомер апикально расширен с отчётливой медиальной эхинуляцией, а задний базитарзус длинный, тонкий и с только с одним апикальным вздутием-пузырем.

## Распространение
Представители семейства встречаются только в тропических районах Южной Америки.

## Классификация
В семействе описано 2 рода и 7 видов.
- Род Andesembia Ross, 2003
  - Andesembia banosae Ross, 2003 — Эквадор
  - Andesembia calinae Ross, 2003 — Колумбия
  - Andesembia cuencae Ross, 2003 — Эквадор
  - Andesembia incompta Ross, 2003 — Колумбия
  - Andesembia lojae Ross, 2003 — Эквадор
  - Andesembia popayanae Ross, 2003 — Колумбия
- Род Bryonembia Ross, 2003
  - Bryonembia amplialata Ross, 2003 — Перу